# Félix-Auguste Clément
Félix-Auguste Clément (Donzère, 20 maggio 1826 – Algeri, 2 febbraio 1888) è stato un pittore francese noto soprattutto per le sue scene orientaliste.

## Biografia
Félix-Auguste Clément nacque in una famiglia modesta di Donzère, un comune francese del Delfinato, nel 1826. Trasferitosi a Lione con uno dei suoi fratelli, nel 1844 egli iniziò la sua formazione artistica alla scuola nazionale di belle arti di Lione, presso Jean-Claude Bonnefond. Nel 1848, entrò nella scuola di belle arti di Parigi, dove studiò presso Michel Martin Drolling e François-Édouard Picot. Si guadagnò il premio di Roma nel 1856 grazie al suo quadro sul ritorno del giovane Tobia.

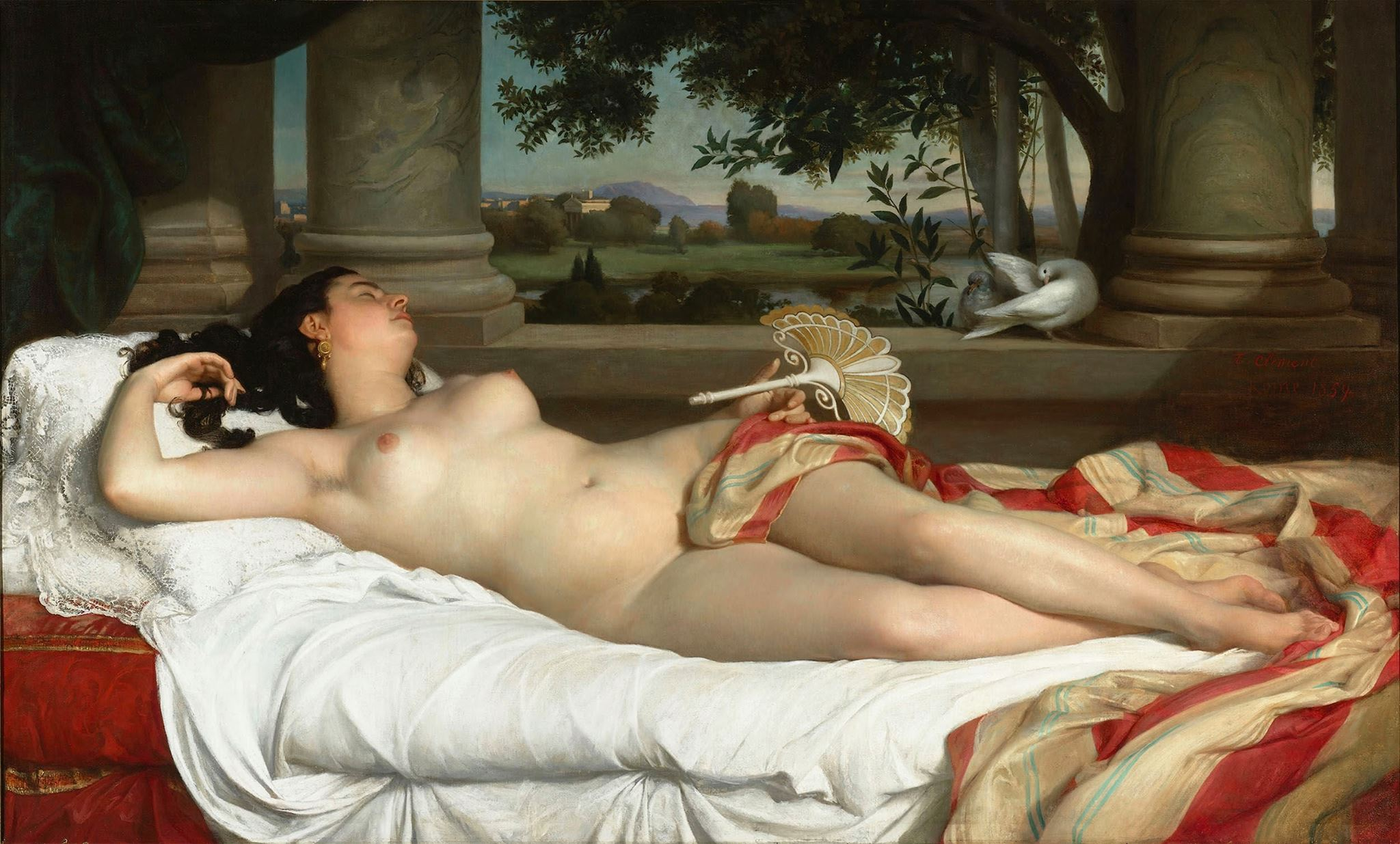
Romana addormentata, 1859

Egli rimase a Roma per quattro anni e nel 1862 fece un viaggio in Egitto, dove dipinse delle scene di vita locale, realizzò delle decorazioni per dei palazzi e fece degli schizzi di alcuni monumenti, anche lontani. Molte opere furono realizzate su richiesta del chedivè. Nel 1861 aveva ottenuto una medaglia di terza classe al Salone di Parigi e nel 1867 ne ottenne una all'esposizione universale di quell'anno.
Nel 1868 era già ritornato in Francia. Quattro anni dopo, il governo gli commissionò delle copie dei dipinti di Andrea Mantegna a Padova, dove si recò, ma fu costretto a tornare in patria a causa dei problemi di salute. Fu un professore alla scuola nazionale di Lione dal 1874 al 1877, dopodiché lasciò il posto.
Egli partecipò alla seconda esposizione internazionale di Londra nel 1872, all'esposizione di Vienna del 1873 e all'esposizione universale del 1878. Si dice che Henri Rousseau si sia fatto aiutare da Clément per avere il permesso di copiare i dipinti del Louvre, dato che si trattava di un privilegio di solito riservato agli studenti delle istituzioni illustri.
Félix Clément morì ad Algeri, dove aveva passato l'inverno per cercare di rimettersi in salute.

## Galleria d'immagini

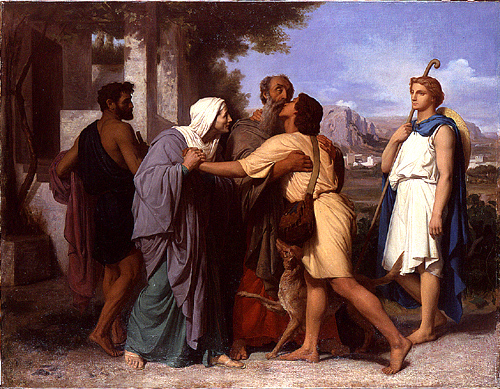
Il ritorno di Tobia, 1856
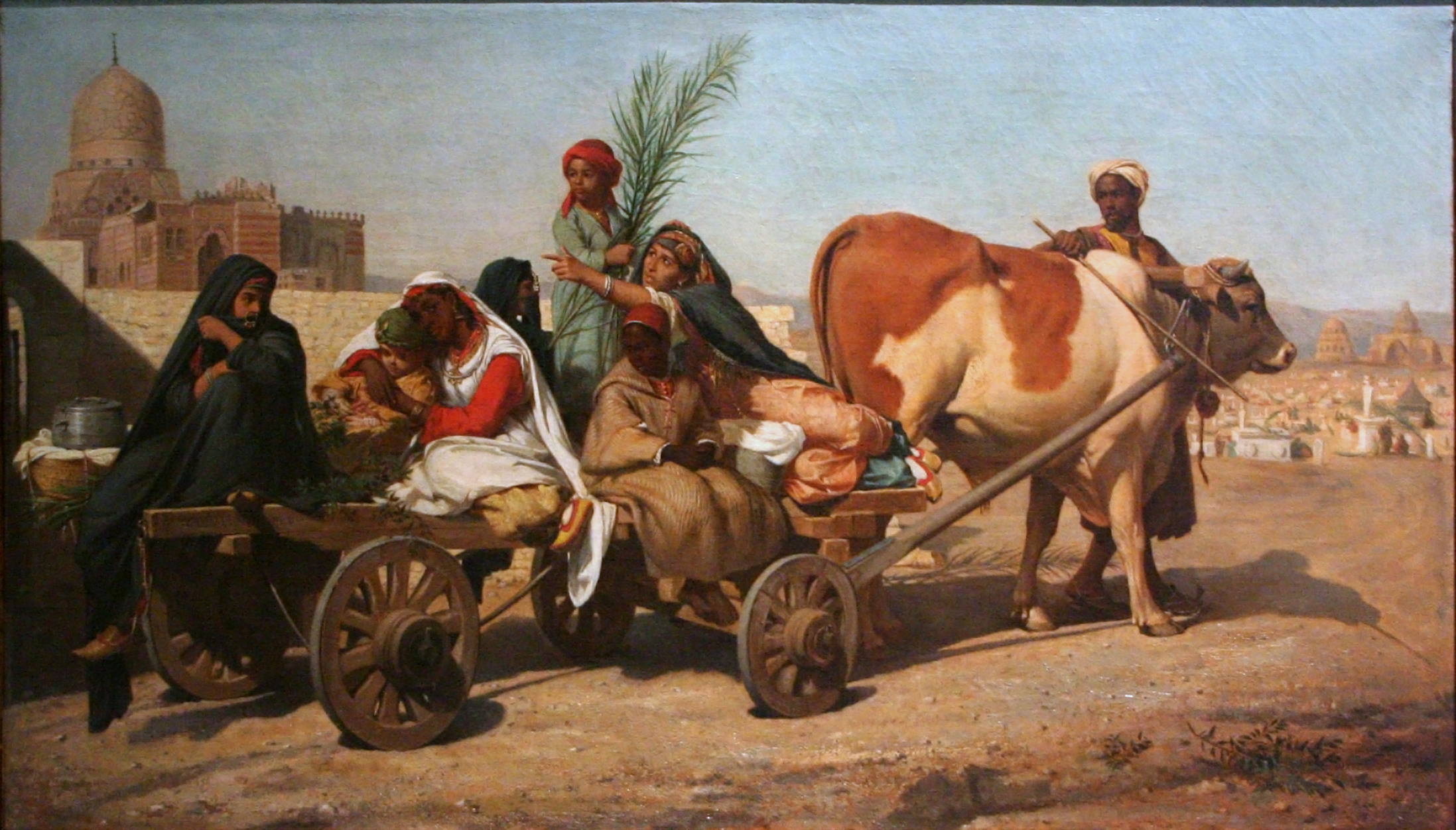
Pendant les fêtes du Baïram au Caire, 1866
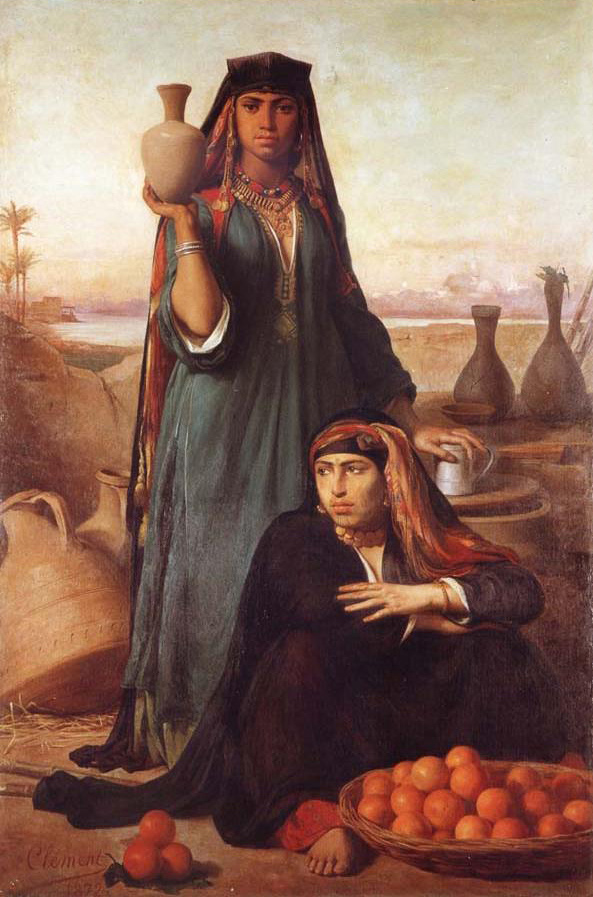
Marchandes d'eau et d'oranges sur la route d'Héliopolis, 1872 circa
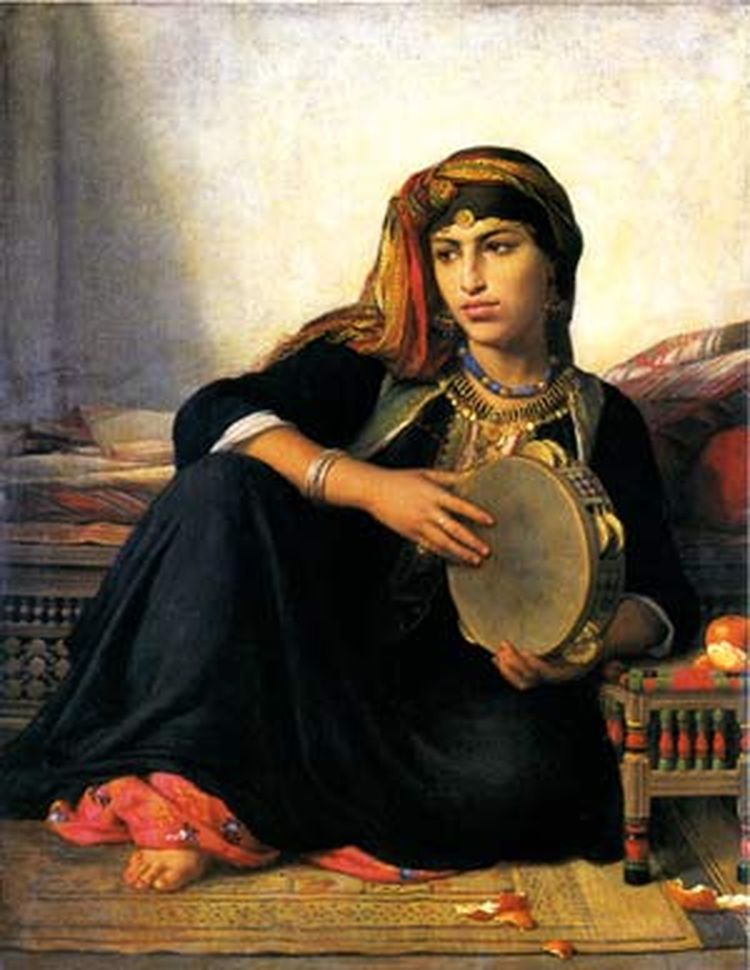
Joueuse de tambourin, data sconosciuta